# トス爆撃
トス爆撃（トスばくげき、Toss bombing）は、航空機を用いた爆撃方法の一つ。機体を引き起こしながら、航空爆弾を投下する。

## 概要

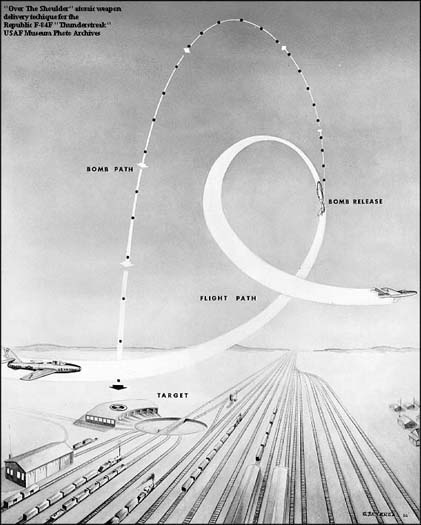
肩越し爆撃

第二次世界大戦後から使用され始めた爆撃法であり、機体からより遠方への攻撃が可能になり、着弾までの時間が伸びるため、投下した核爆弾の核爆発への退避時間確保にもなる等の利点がある。なお、爆弾投下機の速度や機体姿勢等が大事であり、それらを把握し、投下タイミングを計算する弾道計算機が必要となる。トス爆撃には、以下のような幾つかの種類がある。
トス爆撃 / ロフト爆撃 (Loft bombing)
主に低空を飛行し、機体を引き起こしつつ、爆弾を進行方向前方へと放り投げる方式。爆弾投下後の機体は、ハーフキューバンエイトやインメルマンターンにより、そのまま上昇・反転し、退避する。爆弾は弾道軌道を描き、目標へと向かう。爆弾を放り投げるため、投下機は目標に接近することなく、爆撃を行える。
ダイブ・トス爆撃 (Dive toss bombing)
目標に対し急降下し、爆弾投下時に機体を引き起こす方式。一般的な急降下爆撃では、機体の進行方向は目標前方に置かれ、直線降下中に爆弾が投下される。ダイブ・トス爆撃では、降下過程の大部分において、機体の進行方向は目標に置かれ、機体を引き起こすときに爆弾を投下する。機体の進行方向を目標に置いて、急降下爆撃を実施すると、爆弾は後落し目標から外れる。それに対し、ダイブ・トス爆撃では、引き起こしながら投下することで、急降下爆撃より爆弾の落下位置が進行方向前方へと移動し目標へと命中する。初期のトス爆撃法であり、1947年にアメリカ海軍で開発された。
肩越し爆撃 (Over-the-shoulder bombing)
目標上空を通過後に、機体を引き起こし上昇・反転させ、機体の進行方向が反転した後の上昇・背面飛行中に爆弾を投下する方法。爆弾は高い弾道軌道を描き、通過したばかりの目標へと向かう。トス爆撃には、投弾タイミングの設定のため、爆撃機動を開始する爆撃発起点 (IP) の設定が必要である。肩越し爆撃は、それらができない場合にとられる方法であり、目標そのものをIPとして利用する。